# Павловський Олексій Андрійович (історик)
Олексі́й Андрі́йович Павло́вский (нар. 1856 — пом. 1913) — російський історик мистецтва та археолог. Доктор теорії та історії класичних мистецтв, професор

## Життєпис
Олексій Андрійович Павловський народився 8 квітня 1856 року. Середню освіту отримав у 6-й Санкт-Петербурзькій гімназії, 1880 закінчив історико-філологічний факультет Імператорського Санкт-Петербурзького університету зі ступенем кандидата та був залишений для підготовки до професорського звання.
У період 1880—1891 років працював викладачем загальної, стародавньої і російської історії у Санкт-Петербурзькому центральному училищі технічного малювання барона Штигліца (нині — Санкт-Петербурзька державна художньо-промислова академія імені О. Л. Штігліца), для якого також склав рекомендації по давній історії, в яких особливо приділялась увага історії побуту і мистецтва. 1887 року склав магістерський іспит та як приват-доцент був допущений до читання лекцій на кафедрі теорії та історії класичних мистецтв історико-філологічного факультету Імператорського Санкт-Петербурзького університету. На цій посаді Павловський працював у період 1887—1891 років. Після захисту 1890 року в Імператорському Київському університеті Святого Володимира магістерської дисертації на тему «Живопись Палатинской капеллы в Палермо» (опублікована в Санкт-Петербурзі 1890 року).
Згодом був призначений на посаду виконуючого обов'язки екстраординарного професора історико-філологічного факультету Імператорського Новоросійського університету. 1896 року захистив докторську дисертацію на тему «Скульптура в Аттике до греко-персидских войн» (опублікована в Санкт-Петребурзі 1896 року) та був затверджений Радою Імператорського Новоросійського університету в ступені доктора теорії та історії класичних мистецтв, а від 1897 ординарний професор однойменної кафедри.
Одночасно з педагогічною діяльністю брав участь у громадській роботі — 1891 обраний членом Історико-філологічного товариства при Одеському університеті, у 1895—1896 секретар, а у 1909—1912 — декан історико-філологічного факультету Імператорського Новоросійського університету. Був учасником багатьох наукових форумів: XIII (1908), XV і XVI (1911) археологічних з'їздів, Міжнародного археологічного з'їзду в Каїрі (1910), Х Міжнародного конгресу історії мистецтв (1912).
Про останні роки життя вченого дані відсутні. Помер 7 травня 1913 року.
Похований в Одесі на Другому християнському цвинтарі.

## Наукова діяльність
Діапазон наукових досліджень був зосереджений на вивченні античної скульптури та італійського середньовічного живопису. Серед невеликої кількості віднайдених опублікованих праць вченого слід відзначити «Мозаичная роспись Палатинской капеллы» (1889 рік), «К вопросу об изображениях Евангелистов», «Decoration des plafonds de la Chapelle Palatine» і «Iconographie de la Chapelle Palatine» (1894 рік). Вагомим внеском залишається його дослідження становлення археології у регіоні («О южнорусской археологии»).

### Наукові праці
- Живопись Палатинской капеллы в Палермо. — СПб., 1890;
- Значение и успехи классической археологи // Записки ИНУ. — 1892. — Т. 57;
- Скульптура в Аттике до греко-персидских войн. — СПб., 1896;
- Нужды художественного образования в Одессе. — Одесса, 1898;
- О южнорусской археологии. — Одесса, 1899;
- Курс по истории древнего искусства. — Одесса, 1905;
- Атлас по истории средневекового искусства (29 фото). — Одесса, 1907;
- Очерк истории русского искусства // История искусства с древних времён до наших дней / Под ред. А. А. Павловского. Вып. 1. — СПб., 1907.

## Нагороди
- Орден Св. Станіслава 2-го та 3-го ст.,
- Орден Св. Анни 2-го та 3-го ст.,
- Орден Св. Володимира 3-го та 4-го ст.